# Christian Bennike
Christian Ågård Bennike (født 11. april 1986) er en dansk journalist og forfatter. Han er ansat på Weekendavisen og var tidligere korrespondent i Bruxelles for Dagbladet Information. I 2023 udgav han bogen Engang troede vi på fremtiden på Gyldendal.